# أحد الفصح

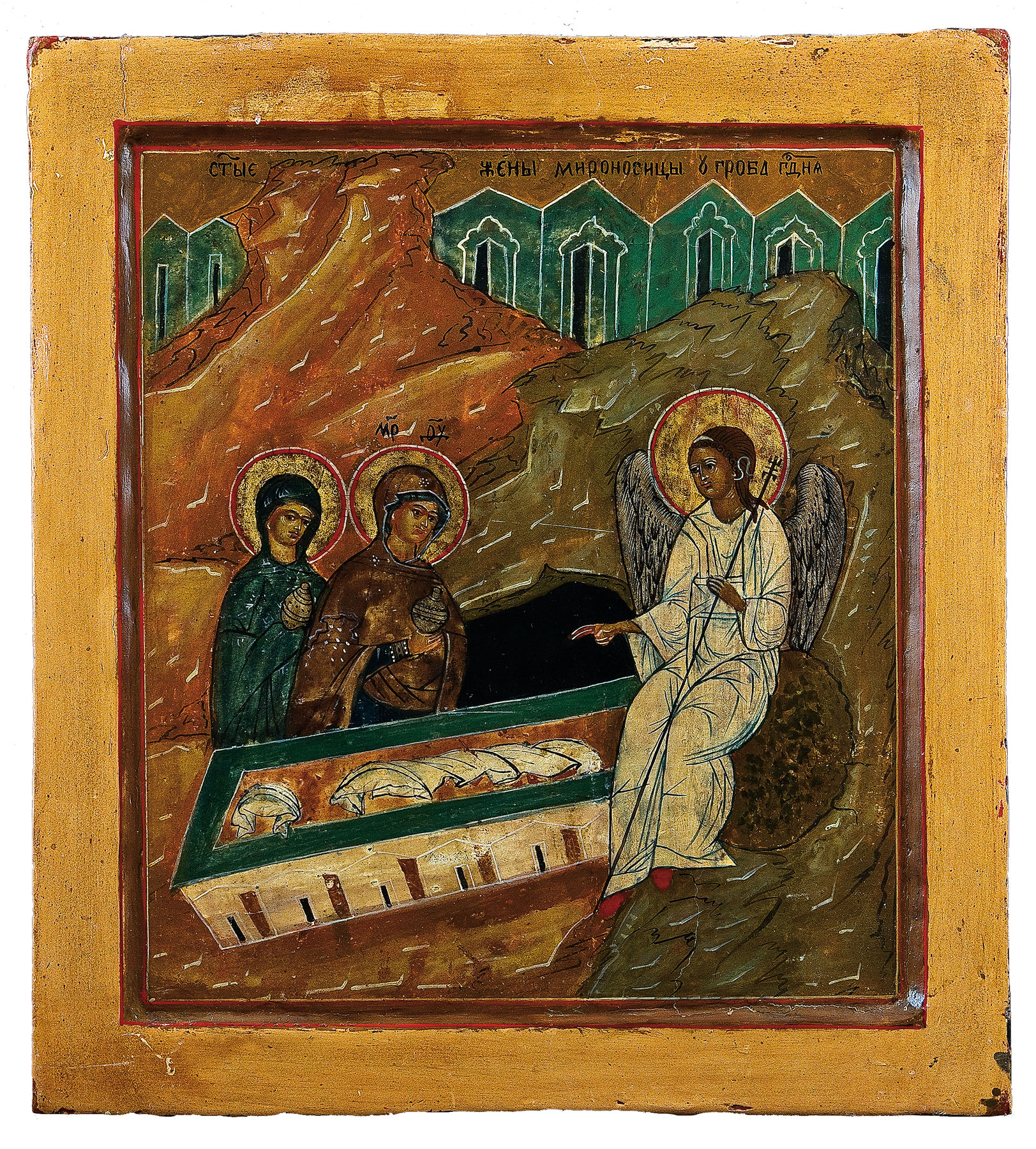
النساء عند القبر الفارغ (أيقونة روسية، القرن السابع عشر)

أحد الفصح هو في المسيحية يوم عيد قيامة يسوع المسيح ، الذي، وفقًا للعهد الجديد ، انتصر على الموت كابن الله . إنها أعلى عطلة في السنة الكنسية ، ولكنها ليست عطلة رسمية في ألمانيا (باستثناء براندنبورغ ). به يبدأ عيد الفصح وموسم الفصح، وفي نفس الوقت تختتم صلاة الغروب الليتورجية ليوم أحد الفصح (الأيام الثلاثة المقدسة).
مثل عيد الفصح اليهودي الرئيسي، يتم تحديد تاريخ عيد الفصح باستخدام التقويم القمري . وفي الكنائس الغربية يصادف يوم الأحد الأول بعد اكتمال القمر الربيعي ويحدد أيضًا مواعيد الأعياد المنقولة لدائرة عيد الفصح . يتبع عيد الفصح يوم إثنين الفصح باعتباره عطلة رسمية في العديد من البلدان. يبدأ أسبوع الفصح عيد الفصح بيوم أحد الفصح وينتهي يوم الأحد الأبيض .

## السياق التاريخي
في العهد الجديد، بحسب التسلسل الزمني لآلام يوحنا  فإن قيامة المسيح تحدث في عيد الباكورة . ويشير الرسول بولس أيضاً إلى يسوع كـ "باكورة للراقدين".

## القداس

### أعلى عطلة في سنة الكنيسة
تنص الكنيسة الإنجيلية في ألمانيا على أن أحد عيد الفصح هو أعلى "عطلة بروتستانتية" وأن هذا ينطبق على جميع الطوائف المسيحية: "تشير وسائل الإعلام مرارًا وتكرارًا بشكل غير صحيح إلى أن الجمعة العظيمة هي أعلى عطلة في الكنيسة البروتستانتية. […] ولكن بالنسبة لهم، كما هو الحال بالنسبة للمسيحية كلها، فإن عيد الفصح، وهو الاحتفال بقيامة يسوع، هو أعلى عيد.”

### التاريخ والتسلسل الزمني
وينتهي الصوم الكبير مساء يوم سبت النور . يبدأ أسبوع الفصح عيد الفصح بيوم أحد الفصح وينتهي بالأحد الأبيض . يتم الاحتفال بيوم الثلاثاء الفصح فقط في هذا السياق اليوم.
تبدأ قداس عيد الفصح بالاحتفال بليلة الفصح . وبما أنه، وفقًا لشهادة العهد الجديد، بدأ موسم فرح عيد الفصح في الصباح الباكر من اليوم الأول من الأسبوع باكتشاف قبر يسوع الفارغ، وقداس عشية عيد الفصح اليوم، حتى في الكنائس الغربية، بشكل مثالي وينتهي بالاحتفال القربان المقدس عند شروق الشمس . ومع ذلك، غالبا ما يتم الاحتفال به عشية عيد الفصح بعد حلول الظلام. إنه احتفال بالوقفة الاحتجاجية الليلية يعود تاريخه إلى كنيسة عيد الفصح المبكرة كوقفة احتجاجية ليلية، في الكنيسة الشرقية بانيشيس . من خلال الحركة الليتورجية في أواخر القرن التاسع عشر وأوائل القرن العشرين. في القرن التاسع عشر، أعيد اكتشاف معنى الوقفة الاحتجاجية لعيد الفصح باعتبارها الوقفة الاحتجاجية. بالنسبة للكنيسة الكاثوليكية، أنشأها البابا بيوس الثاني عشر. تم إصلاحه منذ عام ١٩٥١ وأعيد تصميمه مرة أخرى من خلال الإصلاح الليتورجي في عام ١٩٦٩، بعد أن تم استخدامه منذ الرابع عشر. لقد عاش القرن وجودًا غامضًا في صباح يوم السبت المقدس . ومع بداية عشية الفصح يتغير اللون الليتورجي إلى بياض الفصح.

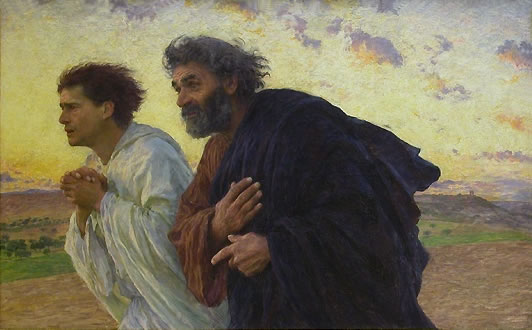
سباق التلاميذ بطرس ويوحنا إلى القبر (لوحة يوجين برناند من عام ١٨٩٨)

يحتوي كتاب قداس الطقوس الرومانية اليوم على قداسين لعيد الفصح: القربان المقدس باعتباره الجزء الأخير من احتفال عشية عيد الفصح و"قداس اليوم" "لقد قمت") في أحد عيد الفصح.
في أحد عيد الفصح يمنح البابا البركة الرسولية ، عادةً بعد القداس الإلهي في ساحة القديس بطرس في روما ، لكنها ليست البركة الأخيرة للقداس، ولكنها طقوس مستقلة؛ ولذلك لم يتم التبرع بها من المذبح ، ولكن من لوجيا البركة فوق البوابة الرئيسية لكاتدرائية القديس بطرس . عادة ما يشارك أكثر من ١٠٠.٠٠٠ شخص في ساحة القديس بطرس، ويتم بث البركة مباشرة على أكثر من ١٥٠ قناة تلفزيونية حول العالم.

### ترتيب القراءة
في حين أن النصوص الكتابية المقروءة في الوقفة الاحتجاجية لعيد الفصح تمثل حدث عيد الفصح باعتباره تحقيقًا للعهد القديم وقيامة يسوع المسيح يتم التلميح إليها فقط في الإنجيل (على سبيل المثال، ل ك ، رسالة الملائكة عند القبر الفارغ)، تشير النصوص الكتابية الخاصة بيوم عيد الفصح بالفعل إلى أهمية عيد الفصح بالنسبة للكنيسة. خلال الخمسين يومًا من عيد الفصح من أحد عيد الفصح إلى عيد العنصرة ، وفقًا لقواعد القراءة في الكنيسة الرومانية الكاثوليكية، لا يتم تقديم أي قراءات من العهد القديم ، بل قراءات من رسائل بولس وأعمال الرسل . إنجيل عيد الفصح هو (اكتشاف القبر الفارغ، لقاء مريم المجدلية مع المسيح القائم من بين الأموات)، في قداس مسائي أيضًا ل ك قراءة (قصة تلميذي عمواس ).

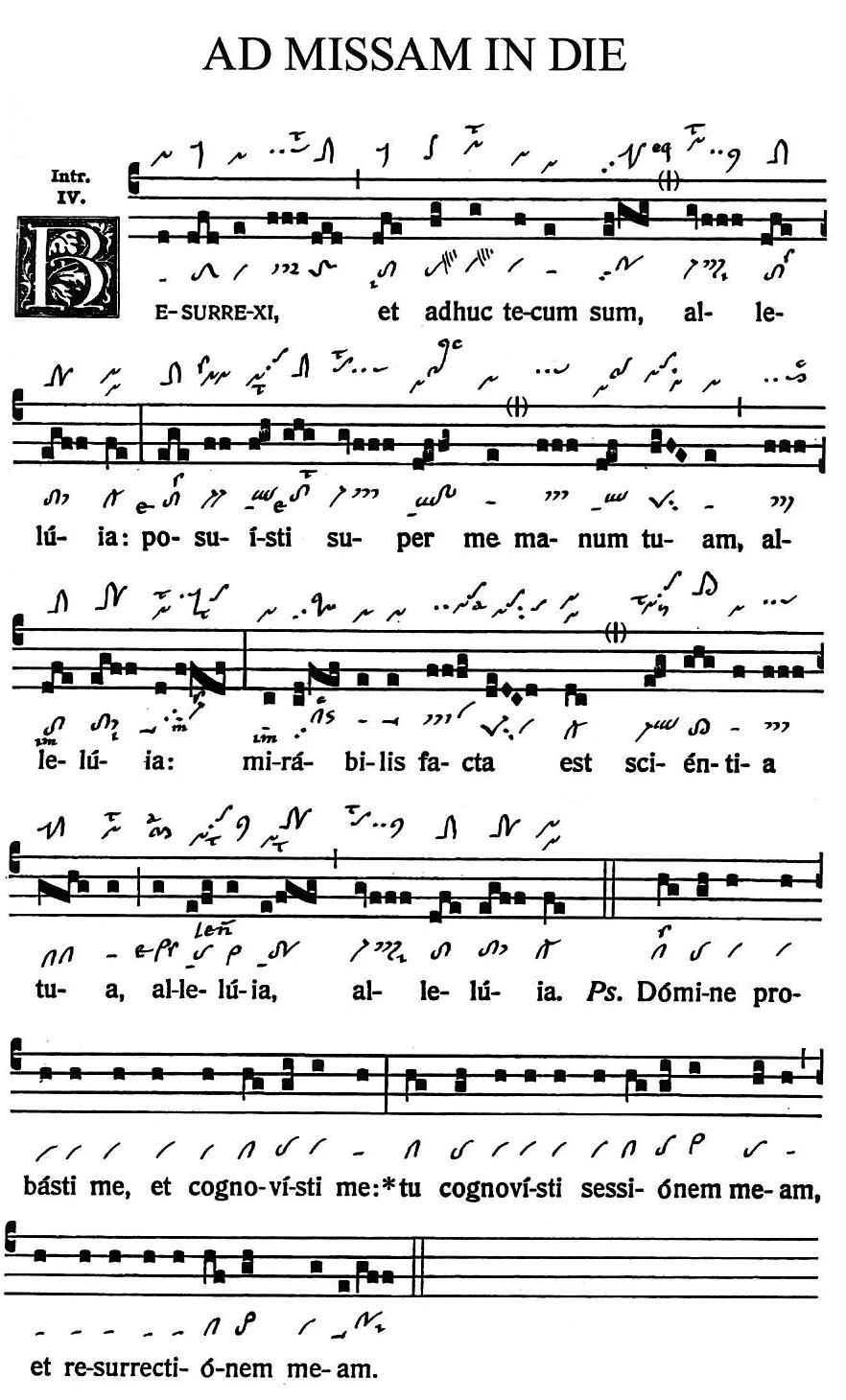
مقدمة القيامة

تعد الترانيم الغريغورية لقداس عيد الفصح من بين أشهر الترانيم الغريغورية بأكملها. هؤلاء هم:
- الأنتيفون فيدي أكوام ،
- مقدمة القيامة ,
- يموت Haec [الإنجليزية] التدريجي ،
- هلليلويا الفصح نقيضاً
- تسلسل Victimae paschali يشيد ،
- قرابين تيرا تريمويت [الإنجليزية] ،
- Communio Pascha nostrum immolatus est Christus .

إن Missa lux et origo مخصص للأستاذية الكاملة .

## تاريخ
عيد الفصح هو الأحد الأول بعد اكتمال القمر الأول في الربيع ( بداية الربيع وأقرب اكتمال للقمر في الربيع: ٢١ آذار). أقرب موعد ممكن لعيد الفصح هو الثاني والعشرون. مارس، وآخر موعد ممكن هو ٢٥ نيسان.

### التواريخ من ٢٠١٩ إلى ٢٠٢٩
- ٢١ نيسان ٢٠١٩
- ١٢ نيسان ٢٠٢٠
- ٤ نيسان ٢٠٢١
- ١٧ نيسان ٢٠٢٢
- ٩ نيسان ٢٠٢٣
- ٣١ آذار ٢٠٢٤
- ٢٠ نيسان ٢٠٢٥
- ٥ نيسان ٢٠٢٦
- ٢٨ آذار ٢٠٢٧
- ١٦ نيسان ٢٠٢٨
- ١ نيسان ٢٠٢٩

### اسبوع عيد الفصح
أسبوع عيد الفصح هو الأسبوع الذي يقع فيه إثنين الفصح . وفقًا للعد المسيحي التقليدي، فإن عيد الفصح هو اليوم الأول من هذا الأسبوع، بينما وفقًا للعد العلماني فهو اليوم الأخير من الأسبوع المقدس السابق. يمكن أن يكون هذا من ١٣ إلى ١٧. يكون أسبوع تقويمي؛ من الناحية النظرية أيضا الثامن عشر. ك و، وهو ما لم يحدث منذ عام ١٥٨٣ وأيضًا في القرن الحادي والعشرين. القرن لن يحدث

### عيد الفصح الأحد كنقطة ربط في سنة الكنيسة
تعتمد العديد من العادات المنقولة والاحتفالات والأعياد السنوية الكنسية على تاريخ عيد الفصح:
- كرنفال النساء = ٥٢ يومًا قبل عيد الفصح
- إثنين الورد = ٤٨ يومًا قبل عيد الفصح
- الثلاثاء البنفسجي = ٤٧ يومًا قبل عيد الفصح
- أربعاء الرماد = ٤٦ يومًا قبل عيد الفصح
- أحد الشعانين = سبعة أيام قبل عيد الفصح (الأحد الذي يسبق عيد الفصح)
- خميس العهد = ثلاثة أيام قبل عيد الفصح
- الجمعة العظيمة = قبل يومين من عيد الفصح
- يوم الصعود = ٣٩ يومًا بعد عيد الفصح ("اليوم الأربعين")
- عيد العنصرة = ٤٩ يومًا بعد عيد الفصح ("اليوم الخمسين")

في الكنيسة الكاثوليكية بالإضافة إلى ذلك
- عيد القربان = ٦٠ يومًا بعد عيد الفصح
- قلب يسوع الأقدس = ٦٨ يومًا بعد عيد الفصح (الجمعة الثالثة بعد العنصرة)

## انظر ايضا
- سر الفصح
- مفارقة عيد الفصح
- عيد الفصح اوكتاف
- ضحك عيد الفصح

## الأدلة الفردية
1. ↑  مذكور في: Calendarium Romanum Generale (1969). الصفحة: 20. الناشر: Typis Polyglottis Vaticanis Publisher. لغة العمل أو لغة الاسم: اللاتينية. تاريخ النشر: 1969.
2. ↑  "Feiertage in Deutschland 2024" (بالألمانية). Archived from the original on 2023-10-31. Retrieved 2024-04-02.
3. ↑  Peter Stuhlmacher: Biblische Theologie des Neuen Testaments 1: Grundlegung. Von Jesus zu Paulus, Vandenhoeck & Ruprecht, 3. Auflage Gottingen 2005, ISBN 3-525-53146-X, S. 53ff نسخة محفوظة 2018-07-23 على موقع واي باك مشين.
4. ↑  Jacob Thiessen: Die Auferstehung Jesu in der Kontroverse, Lit Verlag, Berlin 2009, ISBN 978-3-643-80029-9, S. 111 نسخة محفوظة 2018-07-23 على موقع واي باك مشين.
5. ↑  نسخة محفوظة [Date missing], at www.sthbasel.ch
6. ↑  Vatikan: Ostermesse ohne Besucher. In: Katholisch.de. 15. März 2020 (online bei Zeit Online). نسخة محفوظة 2021-11-22 على موقع واي باك مشين.